# 성원종
성원종 (成元鍾, 1970년 9월 27일~ )은 대한민국의 은퇴한 축구 선수이다. 현역시절 골키퍼로 뛰었으며 경상대 시절부터 대우 로얄즈 2군에 연습생 신분으로 입단하여 1991년 초반 활동했지만 연맹 측이 대학 측에 소속되어 있는 선수를 프로 연습생으로 이중 등록시킬 수 없다고 하여 대우를 떠났으며 1992년 드래프트 후 자유계약을 통해 대우에 입단했고 데뷔전에서 좋은 활약을 보이는 등  프로무대 첫 해 15경기 출장이란  괜찮은 기록을 보였다.
하지만, 올림픽 대표 출신 신범철의 입단 탓인지 1992년 시즌 후 대우 측에서 재계약을 포기하여 한동안 프로무대에 뛰지 못하기도 했다.
1. ↑  주길치 (1992년 4월 4일). “그라운드에 거센"新人(신인)바람"”. 경향신문. 2023년 12월 15일에 확인함.
2. ↑  주길치 (1992년 12월 8일). “프로-축구 대폭 물갈이 대우·LG·유공 트레이드 바람”. 경향신문. 2023년 12월 15일에 확인함.
3. ↑  주길치 (1992년 12월 8일). “프로-축구 대폭 물갈이 대우·LG·유공 트레이드 바람”. 경향신문. 2023년 12월 15일에 확인함.